# 十月农村居民点 (博布罗夫区)
十月农村居民点（俄语：Октябрьское сельское поселение）是俄罗斯联邦沃罗涅日州博布罗夫区所属的一个农村居民点。其下辖有6个居民点，行政中心为克拉斯内。据2016年统计，该农村居民点的人口为451人。